# قصف الناتو ليوغوسلافيا
قصف الناتو ليوغوسلافيا هي حملة قصف جوي نفَّذها حلف شمال الأطلسي (الناتو) ضدَّ دولة صربيا والجبل الأسود الاتحادية خلال حرب كوسوفو. شُنَّت الضربات الجوية من 24 مارس 1999 حتى 10 يونيو 1999. واستمر القصف حتى الوصول إلى اتفاق أدَّى إلى انسحاب القوات المسلحة اليوغوسلافية من كوسوفو، وتأسيس بعثة الأمم المتحدة للإدارة المؤقتة في كوسوفو، والتي كانت بعثة حفظ سلام تابعة للأمم المتحدة في كوسوفو. حملت عملية الناتو الاسم الرمزي عملية القوة المتحالفة، في حين أطلقت عليها الولايات المتحدة اسم عملية سندان نوبل؛ في يوغوسلافيا، أُطلقت على العملية خطأً تسمية الملاك الرحيم نتيجة لسوء فهم أو لخطأ في الترجمة.
جاء تدخُّل الناتو بسبب سفك يوغوسلافيا دماء الألبان وإبادتهم عرقيًا، ممَّا دفع بالألبان اللجوء إلى البلدان المجاورة، ممَّا كان من شأنه أن يزعزع استقرار المنطقة. تلقَّت تصرفات يوغوسلافيا إدانات المنظمات والوكالات الدولية، كالأمم المتحدة وحلف شمال الأطلسي، وغيرها العديد من المنظمات غير الحكومية الدولية. في البداية، طُرِح رفْضُ يوغوسلافيا التوقيع على اتفاقية رامبوييه بوصفه مبررًا للجوء الناتو إلى استخدام القوة. سعت دول الناتو للحصول على موافقةٍ من مجلس الأمن الدولي لتنفيذ عمل عسكري، لكن الصين وروسيا عارضتا ذلك، وأشارتا إلى عزمهما استخدام حق النقض ضدّ إجراءاتٍ كتلك. بالنتيجة، شنَّ الناتو حملته دون موافقة الأمم المتحدة، منوِّهًا إلى كونها تدخلًا إنسانيًا. يحظر ميثاق الأمم المتحدة اللجوء لاستخدام القوة إلا في حالة صدور قرار من مجلس الأمن بموجب الفصل السابع، أو الدفاع عن النفس ضدَّ هجوم مسلح، ولم يتوفَّر أيٌّ منهما في هذه الحالة.
مع نهاية الحرب، قتل اليوغوسلاف ما بين 1,500 إلى 2,131 مقاتلًا، وفي نفس الوقتِ عمِدوا إلى الاستهداف الممنهج للمدنيين من ألبان كوسوفو، إذ قُتل 8,676 أو فُقِدوا بالإضافة إلى طرد 848,000 من كوسوفو. وأدَّى قصف الناتو إلى مقتل ألف عنصر تقريبًا من قوات الأمن اليوغوسلافية بالإضافة إلى 489 و528 مدنيا تقريبًا. تسبَّب القصف في تدمير الجسور، والمنشآت الصناعية، والمستشفيات، والمدارس، والمعالم الثقافية، والشركات الخاصة، والثكنات والمنشآت العسكرية كذلك، أو إلحاق الضرر الشديد بها. في الأيام التي تلت انسحاب الجيش اليوغوسلافي، غادر كوسوفو أكثر من 164,000 صربي و24,000 من الغجر. وقع العديد من المدنيين غير الألبان المتبقين (وكذلك الألبان الذين اعتُبِروا عملاء لليوغوسلاف) ضحايا لسوء المعاملة التي شملت الضرب، والاختطاف، والقتل. بعد حرب كوسوفو وغيرها من حروب يوغوسلافيا، أصبحت صربيا موطنًا لأكبر عدد من النازحين داخليًا (بما في ذلك صرب كوسوفو) في أوروبا.
يُعتبر هذا القصف ثاني أكبر عملية قتالية يشنُّها الناتو بعد عملية القوّة المتعمّدة (حملة القصف في العام 1995 في البوسنة والهرسك). وكانت هذه أول مرة يستخدم فيها الناتو القوة العسكرية دون الحصول على موافقة صريحة من مجلس الأمن التابع للأمم المتحدة، ممَّا أثار الجدل بخصوص شرعية التدخل.

## الخلفيات

### حرب كوسوفو (1998–1999)
بعد إلغاء الحكم الذاتي، واجهت كوسوفو أساليب القمع التي نظمتها الدولة: منذ 1990 في وقت مبكر، الإذاعة والتلفزيون باللغة الألبانية تم حظرهما وأوقفت الصحف، في حين تم إطلاق النار بقسوة على الكوسوفيون الألبان بأعداد كبيرة وكذلك الشركات والمؤسسات العامة، بما في ذلك البنوك والمستشفيات ومكاتب البريد والمدارس.

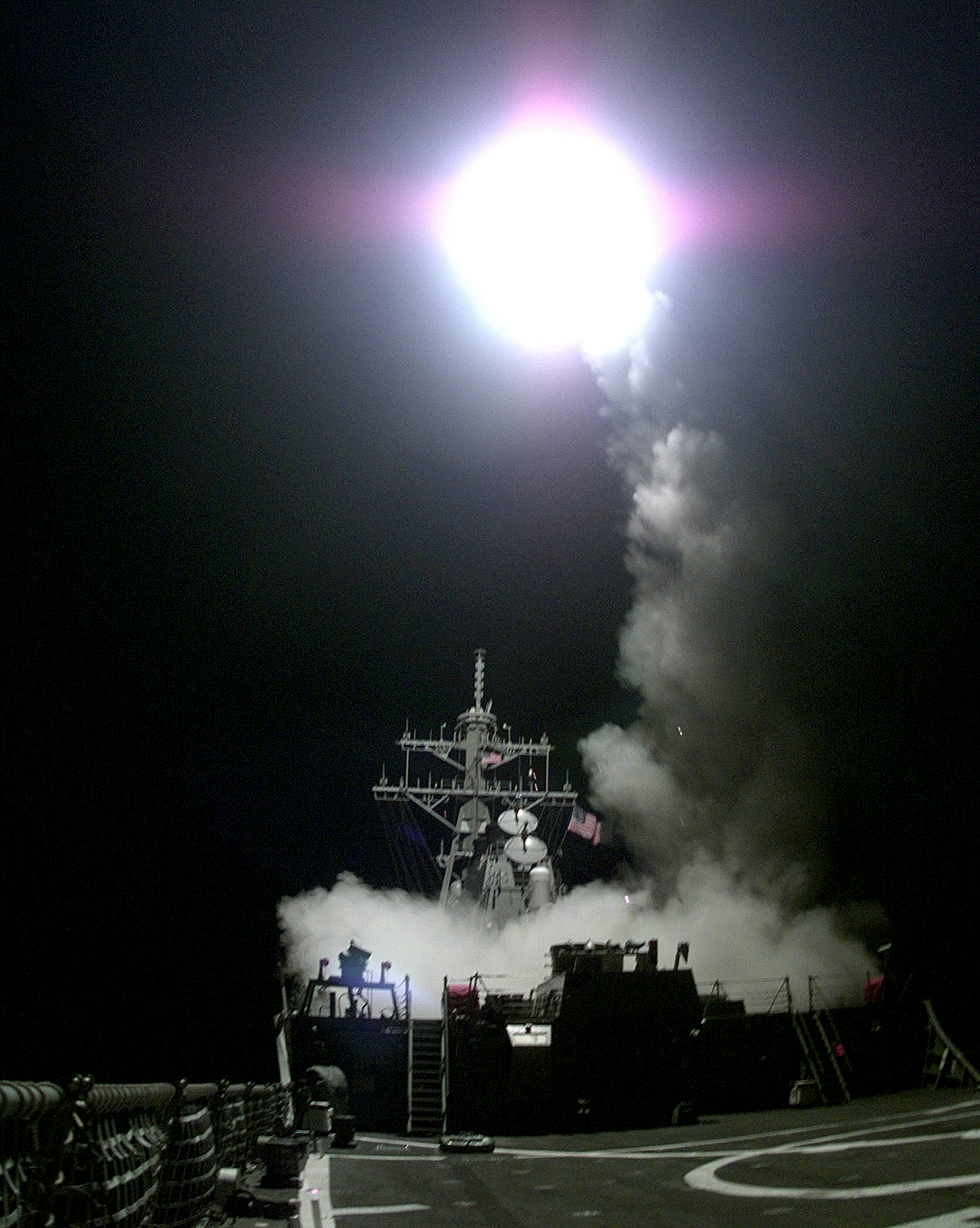
صاروخ كروز توماهوك يطلق من خلف منصة إطلاق صواريخ من يو اس اس جونزاليس في 31 مارس 1999

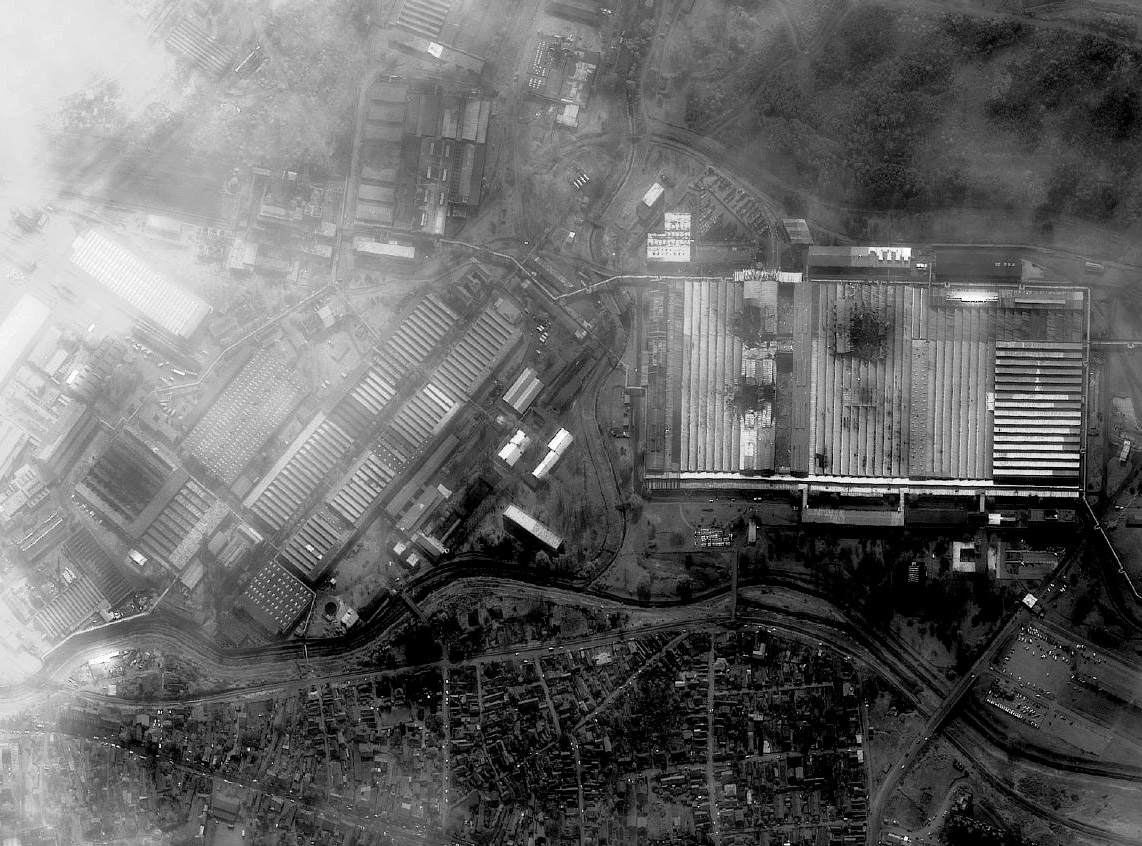
بعد توجيه الضربة القذيفة أحدثت أضرار وتظهر الصورة تقييما درع كراغوييفاك والمركبات الآلية في مصنع زاستافا النجم الأحمر، صربيا

في حزيران عام 1991 في جامعة بريشتينا تم حل الجمعية ومجالس كليات عدة والاستعاضة عنها بمجالس للصرب، ومنعوا المدرسين الألبان في كوسوفو من دخول مبنى المدرسة لبدء العام الدراسي الجديد بداية في سبتمبر 1991، مما اضطر الطلاب للدراسة في منازلهم.
مع مرور الوقت، بدأ ألبان كوسوفو تمردا ضد بلغراد عندما تأسس جيش تحرير كوسوفو في عام 1996. اندلعت اشتباكات مسلحة بين الجانبين في أوائل عام 1998. وتم التوقيع على وقف إطلاق النار بين الجانبين وسهل حلف الناتو ذلك في 15 تشرين الأول، ولكن اندلعت اشتباكات بين كلا الجانبين في وقت لاحق بعد شهرين وأستؤنف القتال. عندما قتل 45 ألبان كوسوفو في مذبحة راتشاك في كانون الثاني 1999، قررت منظمة حلف شمال الأطلسي أن الصراع لا يمكن تسويته عن طريق إدخال قوة حفظ السلام العسكرية لكبح جماح العنف بين الجانبين. بعد فشل اتفاقية رامبوييه يوم 23 مارس اذار ورفض الحكومة اليوغوسلافية الموافقة على قوة حفظ السلام الخارجية، أعدت منظمة حلف شمال الأطلسي تثبيت قوات حفظ السلام بالقوة.  وتلى ذلك قصف الناتو ليوغوسلافيا، وحدث تدخل ضد القوات الصربية مع موجات قصف أساسا ولكن جزئيا باشتراك حملة أرضية، تحت قيادة الجنرال ويسلي كلارك. انتهت الأعمال العدائية في وقت لاحق بعد 2 أشهر ونصف مع إتفاق كومانوفو. وضعت كوسوفو تحت السيطرة الحكومية من بعثة الأمم المتحدة للإدارة المؤقتة في كوسوفو والحماية العسكرية من قوة كوسوفو (كفور). وامتدت الحرب لمدة 15 شهرا مخلفة آلاف القتلى من المدنيين في كلا الجانبين وأكثر من مليون مشرد.

## أهداف القصف
ذكرت أهداف الناتو في النزاع في كوسوفو في اجتماع مجلس شمال الأطلسي الذي عقد في مقر الناتو يوم 12 أبريل 1999  وهي:
- وضع حد لجميع الأعمال العسكرية والإنهاء الفوري لأعمال العنف والأنشطة القمعية
- انسحاب جميع القوات العسكرية المعادية والشرطة والقوات شبه العسكرية من كوسوفو.
- تمركز قوات لحفظ السلام التابعة للأمم المتحدة في كوسوفو.
- العودة الآمنة والغير مشروطة لجميع اللاجئين والمشردين
- وضع اتفاق إطاري سياسي لكوسوفو على أساس اتفاقات رامبوييه، وفقا للقانون الدولي وميثاق الأمم المتحدة

### حظر الأسلحة
فرض مجلس الأمن التابع للأمم المتحدة حظرا على الاسلحة. ومع ذلك، فقد انخرطت مختلف الدول، وسهلت، مبيعات الأسلحة إلى الفصائل المتحاربة: بلغاريا، كوريا الشمالية، بولندا، أوكرانيا، رومانيا وروسيا جميع البلدان المصدرة للأسلحة للصراع والمقر الرئيسي لعمليات ضخمة لوجستية وكان في فيينا؛ وتم إيقاف المعاملات المالية من قبل بنك المجر؛ مهربي الأسلحة استخدموا شركات مسجلة في بلدان قبالة الساحل من بنما، والمملكة المتحدة أرسلت المعدات العسكرية وقدمت القروض لشراء الأسلحة، وكذلك فعلت ألمانيا. في عام 2012، أدانت شيلي تسعة أشخاص، بينهم اثنان من الجنرالات المتقاعدين، لدورهم في مبيعات الأسلحة.

## الاستراتيجية
بالدرجة الأولى نفّذت عملية القوة المتحالفة حملةً جوية واسعة النطاق لتدمير البنية التحتية العسكرية اليوغوسلافية، شنّتها من ارتفاعات عالية. بعد اليوم الثالث من القصف الجوي، دمّر الناتو مُعظم أهدافه العسكرية الاستراتيجية في يوغوسلافيا. على الرغم من ذلك، واصل الجيش اليوغوسلافي القتال ومهاجمة متمردي جيش تحرير كوسوفو داخل أراضي كوسوفو، والذين تركّز معظمهم في مناطق شمال وجنوب غرب كوسوفو. قصف الناتو أهدافًا اقتصادية واجتماعية إستراتيجية، مثل الجسور، والمنشآت العسكرية، والمنشآت الحكومية الرسمية، والمصانع، باستخدام صواريخ كروز بعيدة المدى لضرب الأهداف شديدة التحصين، مثل المنشآت الاستراتيجية في بلغراد وبريشتينا. كما استهدفت القوات الجوية لحلف الناتو البنى التحتية، كمحطات الطاقة (باستخدام قنبلة الغرافيت «القنبلة الناعمة»)، ومحطات معالجة المياه، ومحطة البث الحكومية، مما أدى إلى الكثير من الأضرار البيئية والاقتصادية في جميع أنحاء يوغوسلافيا.
تقصّت مؤسسة راند المسألةَ في دراسة لها. وذكر وزير الخارجية الهولندي يوزياس فان آرتسن إن الضربات على يوغوسلافيا كانت بصدد إضعاف قدراتها العسكرية ومنعها من ارتكاب المزيد من الفظائع الإنسانية.
نظرًا لتقييد القوانين ما تنشره وسائل الإعلام، لم تنقل وسائل الإعلام في يوغوسلافيا سوى أقل القليل ممّا ترتكبه قواتها في كوسوفو، أو لمواقف الدول الأخرى من الأزمة الإنسانية؛ لهذا السبب، لم يتوقع سوى القليل من الشعب اليوغسلافي حدوث القصف، فقد اعتقدوا أن صفقة دبلوماسية ستُعقد.

### الحجج المؤيدة لاستخدام القوة الجوية الاستراتيجية
وفقًا لما ذكره جون كيغان، مثّل استسلام يوغوسلافيا في حرب كوسوفو نقطة تحول في تاريخ الحرب. لقد «أثبتَ أن الحرب يمكن الانتصار فيها باستخدام القوة الجوية وحدها». فشلت المساعي الدبلوماسية قبل الحرب، وكان نشر قوات برية كبيرة تابعة للناتو ما يزال يحتاج لعدة أسابيع عندما وافق سلوبودان ميلوسيفيتش على اتفاق سلام.
أما فيما يتعلق بسبب افتراض أن تكون القوة الجوية بمفردها قادرة على الحسم، فقد ذُكِرت عدة عوامل مطلوبة. ومن النادر أن تتضافر هذه العوامل معًا في حالة واحدة، ولكن تزامن حدوثها جميعها خلال حرب كوسوفو:
1. يجب أن يتمكّن القصف من التسبب في الدمار مع تقليل الخسائر البشرية إلى حدها الأدنى. ممّا يسبب ضغوطًا في أوساط السكان لإنهاء الأعمال القتالية بدلًا من إطالة أمدها. ويُقال إن تنفيذ الهجمات الجوية الدقيقة في حرب كوسوفو قد وفّر هذا العامل.
2. يجب أن تكون الحكومة قابلةً للتأثّر بالضغط من السكان. وكما اتضح من الإطاحة بسلوبودان ميلوشيفيتش بعد عام، لم يكن استبدادُ الحكومة اليوغوسلافية متجذرًا، وكانت تعتمد على الدعم من داخل البلاد.
3. يجب أن يكون التفاوت في القدرات العسكرية لدرجةٍ لا يستطيع معها الخصم الحدّ من ممارسة التفوق الجوي للناتو فوق أراضيه. واجهت صربيا، وهي دولة فقيرة صغيرة نسبيًا في البلقان، واجهت تحالفًا أقوى بكثيرٍ متمثلًا في حلف الناتو الذي ضمّ المملكة المتحدة والولايات المتحدة.
4. في السابق أطلقَ كارل فون كلاوزفيتز على «الكتلة الرئيسية للعدو» تسمية «مركز ثقله». فإذا دُمّر مركز الثقل، يُكسر أو يُزالُ عاملٌ رئيسي في إرادة يوغوسلافيا للمقاومة. في حالة ميلوسيفيتش، كان مركز الثقل هو قبضته على السلطة. لقد تلاعب بحالة التضخم المفرط، والعقوبات، والقيود المفروضة على العرض والطلب للسماح لأصحاب المصالح التجارية المتنفّذة داخل صربيا بالتربّح، وكافأوه بإبقائه في السلطة. إن الأضرار التي لحقت بالاقتصاد، والتي دفعت به إلى نقطةٍ لم يعد يتحقق بها سوى القليل من الأرباح، هددت بتقويض دعم أولئك لميلوسيفيتش في حال استمرار الحملة الجوية، وتسبُّبها بأضرار جسيمةٍ في البنية التحتية.

### الحجج المعارضة لاستخدام القوة الجوية الاستراتيجية
1. الدبلوماسية:
  1. وفقًا لما قاله الفريق البريطاني مايك جاكسون، فإن قرار روسيا في 3 يونيو 1999 بدعم الغرب وحث ميلوسيفيتش على الاستسلام كان الحدث الوحيد «ذي الأهمية الكبرى في إنهاء الحرب». واستسلمت يوغوسلافيا في نفس اليوم. في ذلك الوقت، كانت روسيا تعتمد على المساعدات الاقتصادية الغربية، مما جعلها عرضةً لضغوط الناتو لسحب دعمها لميلوسيفيتش.
  2. اتهام الأمم المتحدة لميلوسيفيتش بأنه مجرم حرب (في 24 مايو 1999)، وإن لم يؤثر عليه شخصيًا، فقد قلّل من فرص استئناف روسيا للدعم الدبلوماسي.